# Жители блокадного Ленинграда (организация)
«Жители Блокадного Ленинграда» — Санкт-Петербургская общественная организация.

## История
Создана в 1989 году в Ленинграде для объединения тех, кто пережил Блокаду Ленинграда. Первым лидером организации стал Александр Матвеевич Нестеров. В 1992 году преобразована в Международная ассоциация общественных организаций блокадников Города-Героя Ленинграда, в которую входило на момент создания 21 региональная организация, Санкт-Петербургская общественная организация «Жители блокадного Ленинграда». В 2020 году в организацию МАБ входили более 80 обществ в РФ и за рубежом. Организация объединяет также городские и региональные общества «Жители блокадного Ленинграда» Санкт-Петербурга.

## Руководство
- А. М. Некрасова (первый руководитель).
- Прусаков Владимир Михайлович
- Митрофанов Александр Николаевич
- Гребенщиков Алексей Яковлевич
- Леоненко Валентина Ивановна
- Скрипачёва Ирина Борисовна (с декабря 2003 года)

## Деятельность
- Сохранение памяти о подвиге ленинградцев
- Помощь в защите прав блокадников и ветеранов войны
- Помощь в патриотическом воспитании молодёжи
- Общественно-значимые проекты

Члены организации, которых в городе на 2019 год насчитывалось более более 80 тысяч, на благотворительной основе подключены к сервису социальной помощи «Система Забота».
Общество занимается защитой личных прав и свобод, трудовых и социально-экономических прав старшего поколения; добивается улучшения жилищных условий, благосостояния, медицинского, бытового и других видов обслуживания  одиноких ветеранов, особенно инвалидов, и лиц преклонного возраста.
Организация также:
- осуществляет общественный контроль за выполнением положений Федерального закона «О ветеранах», законодательства о пенсионном обеспечении и мер социальной защиты, установленных ветеранам и пенсионерам;
- участвует в работе представительных и исполнительных органов власти, принимая участие в обсуждении вопросов жизни ветеранов и пенсионеров;
- принимает участие в работе по надлежащему содержанию памятных обелисков, воинских захоронений и мемориальных досок;
- организует и проводит, а также участвует в проведении юбилейных и государственных мероприятиях и праздниках, отмечает события, связанные с воинской славой и доблестью вооруженных сил, проявленных при защите Родины;
- распространяет информацию о своей деятельности по радио, в печати и на телевидении;
- сотрудничает с представительными и исполнительными органами власти.

Организация «Жители блокадного Ленинграда» под руководством Елены Сергеевны Тихомировой активно сотрудничает с властями города. С января 2020 года поправки в Социальный кодекс дали возможность распространения дополнительных льгот, которые появятся у людей, не имеющих из-за небольшого срока проживания в осаждённом городе официального статуса «Жителя блокадного Ленинграда», так как он не насчитывал необходимых четырёх месяцев. Мэр города распорядился о том, что даже проживший один день в осаждённом городе человек будет иметь право на дополнительные льготы.